# Amegilla sesquicincta
Amegilla sesquicincta es una especie de abeja excavadora perteneciente al género Amegilla, categorizada en la tribu Anthophorini, de la subfamilia Apinae.
Fue descrita científicamente por el entomólogo alemán Wilhelm Ferdinand Erichson en 1842. Aparece registrada y publicada en una sección de On the identity of Amegilla sesquicincta (Erichson) and the type species of Dizonamegilla (Hymenoptera: Apidae). Beiträge Zur Entomologie, Vol. 59, No. 2 de 2009.

## Distribución
La especie se distribuye por Asia, en India y en África, en Senegal, Sudán y Kenia.